# Bijambare
Bijambare su područje koje je zakonom zaštitila Sarajevska županija, i to zaštićeno područje pete kategorije odnosno zaštićeni pejzaž. Nalazi se kraj magistralne ceste Sarajevo - Tuzla uz rub Nišićke visoravni između sela Nišići i Krivajevići. administrativno pripada ilijaškoj općini.
Prostire se na 370 hektara i obuhvaća gustu crnogoričnu šumu, pašnjake, brojne krške fenomena kao što su vrtače i ponori dvaju potoka, te šest pećina. Najveća pećina se naziva Glavna bijambarska pećina, Srednja bijambarska pećina ili jednostavno Bijambare. Ova pećina je duga 420 metara i sastoji se od četiriju hodnika od kojih je posljednji najveći i naziva se "koncertna dvorana". U Gornjoj bijambarskoj pećini pronađeni su ostaci pećinskog čovjeka, alat za obradu kamena, te ostaci nekih životinja.
Srednja bijambarska pećina je specijalni geološki rezervat, dok je Gornja Bijambarska pećina paleontološki spomenik prirode.

## Vanjske poveznice
|  | Zajednički poslužitelj ima još gradiva o temi Bijambare |

- [neaktivna poveznica]